# فرناندو غيرون دي سالسيدو
فرناندو غيرون دي سالسيدو (بالإسبانية: Fernando Girón de Salcedo y Briviesca)‏ هو عسكري إسباني، ولد في 1564 في طلبيرة في إسبانيا، وتوفي في 6 سبتمبر 1631.